# Hymenophyllum jamesonii
Hymenophyllum jamesonii är en hinnbräkenväxtart som beskrevs av William Jackson Hooker. Hymenophyllum jamesonii ingår i släktet Hymenophyllum och familjen Hymenophyllaceae. Inga underarter finns listade.